# Raad voor de rechtspraak
De Raad voor de rechtspraak is een orgaan van de Nederlandse rechtsprekende macht, zonder rechtsprekende taken. De raad is ingesteld op 1 januari 2002 bij de inwerkingtreding van de Wet Raad voor de rechtspraak (Wet Rvdr). De Raad voor de rechtspraak behoort tot de rechterlijke macht en staat niet onder het gezag van een ander overheidsorgaan.

## Instelling
De Raad voor de rechtspraak is de schakel tussen de minister van Justitie en de gerechten. Voordat de Raad voor de rechtspraak op 1 januari 2002 werd ingesteld, vielen de gerechten direct onder de minister van Justitie. De Raad is ingesteld om de spanning in de verhouding tussen de uitvoerende macht (ministerie) en de rechterlijke macht op te lossen. Die spanning bestond er uit dat de minister van Justitie ten opzichte van de volksvertegenwoordiging verantwoordelijk was voor de rechterlijke macht. De minister kon die verantwoordelijkheid maar in beperkte mate waarmaken omdat de rechterlijke macht onafhankelijk is en dus nauwelijks gestuurd kon worden door de minister. De instelling van de Raad voor de rechtspraak moest daar een oplossing voor bieden. Over de wenselijkheid van de instelling van de Raad voor de rechtspraak bestond lange tijd discussie. Tegenstanders meenden dat het een aantasting zou zijn van de onafhankelijkheid van de rechterlijke macht omdat de rechters nu weer onder de Raad voor de rechtspraak zouden vallen. Dit argument was in verband te brengen met de informele voorganger van de Raad voor de rechtspraak; het Algemeen Secretariaat Zittende Magistratuur. Dit secretariaat, hoewel een buitenwettelijk orgaan, had de klaarblijkelijke macht rechtbanken te dwingen een deel van hun rechterlijke uitspraken buiten de openbaarheid te houden. Dit overigens ondanks het feit dat die openbaarheid in de grondwet is geregeld. Toch werd de Raad uiteindelijk ingesteld.

## Taken van de Raad voor de rechtspraak
De Raad heeft als opdracht te bevorderen dat de gerechten hun rechtsprekende taak goed kunnen vervullen. De Raad behartigt het gemeenschappelijk belang van de gerechten, zorgt voor gerechtsoverstijgende voorzieningen zoals automatisering en bibliotheken, houdt toezicht op de bedrijfsvoering en het financieel beheer. De Raad is het aanspreekpunt van de rechtspraak in het politieke en maatschappelijke debat.
De Raad voor de rechtspraak heeft taken op drie terreinen:

### Financieel beleid
de Raad bereidt de begroting van de rechterlijke macht voor, kent budgetten toe aan gerechten en ziet toe op de uitvoering van de begroting in de gerechten

### Bedrijfsvoering
de Raad houdt toezicht op de bedrijfsvoering binnen de gerechten. Daaronder vallen zaken als de zorg voor materiële voorzieningen en personele ondersteuning, maar ook de doelmatigheid van werkprocessen, de ontwikkeling van een kwaliteitsbeleid en het beheer van de website Rechtspraak.nl. De bedrijfsvoeringswerkzaamheden worden verricht door het Landelijk Dienstencentrum voor de Rechtspraak en de Informatievoorzieningsorganisatie Rechtspraak (IVO).

### Rechtseenheid en juridische kwaliteit
de Raad biedt ondersteuning aan activiteiten van de gerechten die gericht zijn op een uniforme rechtstoepassing en op de bevordering van juridische kwaliteit

### Belangrijk op alle drie terreinen

#### Aansprakelijkheid rechtspraak: mandatering
De verantwoordelijkheid van de aansprakelijkheid van de rechtspraak ligt bij de Raad voor de rechtspraak. Hiervoor bestaat een volmacht van de Nederlandse Staat in de vorm van een mandaat. Betrekking hebbende op: medewerkers van de gerechten in de arrondissementen of medewerkers van de rechtspraak elders. Of de organisatie als geheel.

#### Wettelijke adviestaak
De Raad heeft een wettelijke adviestaak gebaseerd op artikel 95 van de Wet op de rechterlijke organisatie. De Raad adviseert over wets- en beleidsvoorstellen die gevolgen hebben voor de rechtspraak, zoals voorstellen over procedures bij de gerechten. De Raad voor de rechtspraak is daarmee een adviescollege in de zin van artikel 79 en 80 van de Grondwet.

## Leden
De Raad voor de rechtspraak bestaat uit vijf leden die bij koninklijk besluit voor een periode van zes jaar benoemd worden. Van de vijf leden behoren er twee niet tot de rechterlijke macht. De voorzitter is altijd een rechterlijk lid. Een Bureau ondersteunt deze leden, bij dit Bureau van de Raad voor de rechtspraak werken ongeveer 120 mensen.
De huidige vier leden van de Raad zijn:
- H.C. Naves (voorzitter)[4]
- A.A.E. Dorsman (vicevoorzitter)[5]
- P.W.E.C Pulles (rechterlijk lid)
- A.J.M. Kerkvliet (niet-rechterlijk lid)
- C. Euving (niet-rechterlijk lid)